# Secretaria de Estado de Economia do Distrito Federal
A Secretaria de Estado de Economia é um dos órgãos da administração direta do Governo do Distrito Federal, no Brasil. Tem como atribuições a promoção da organização estatal de forma sustentada.